# Festivalbar 1984
Il ventunesimo Festivalbar andò in onda su Canale 5 dal 21 giugno al 13 settembre 1984 ogni giovedì sera alle 20:30 in 13 puntate, realizzate nelle tappe di Jesolo, Chioggia, Marsala, Malta, Vieste, Siracusa, Fiera di Primiero e Verona, con la finalissima all'Arena di Verona.
A guidare il timone del Festivalbar furono Claudio Cecchetto e Ramona Dell'Abate; per la prima volta, il patron Vittorio Salvetti non partecipò alla conduzione ma solo alla produzione dell'evento.
La vincitrice fu Gianna Nannini con Fotoromanza.
Sigla di testa della finale fu Infatuation di Rod Stewart, mentre la sigla di coda fu Miss Me Blind dei Culture Club.

## Cantanti partecipanti
- Gianna Nannini - Fotoromanza
- Raf - Self Control (DiscoVerde)
- Sandy Marton - People from Ibiza
- Novecento - Movin' on
- Anna Oxa - Eclissi totale
- Mike Francis - Survivor
- Valerie Dore - The Night
- Savage - Only You
- Righeira - No tengo dinero
- The Creatures - Maybe One Day
- Twisted Sister - I Wanna Rock
- Jean Rich - No Arms Can Ever Hold You
- Jane Chiquita - Banana
- Sergio Caputo - Italiani mambo
- Giuni Russo - Limonata cha cha cha
- Gaznevada - Ticket to Los Angeles
- Marcella - Nel mio cielo puro
- Lu Colombo - Aurora
- Klapto - Queen of the Night
- Gepy & Gepy  - Stop Your Love
- Gino Paoli - Il cielo in una stanza/Averti addosso
- Russ Ballard - Voices
- Paul J.Qualley - Please Please
- Break Machine - Break Dance Party
- Silent Running - Young Hearts
- Fun Fun - Color My Love
- Alison Moyet - Love Resurrection
- Talk Talk - Such a Shame
- Kim & The Cadillacs - Medley
- Boney M - Kalimba de Luna
- Fiction Factory - (Feels Like) Heaven
- Chris de Burgh - High on Emotion
- Alberto Fortis - Plastic Mexico e El Nino
- Riccardo Fogli - Torna a sorridere
- Jo Squillo - I Love Muchacha
- Robin Gibb - Boys Do Fall in Love
- Evo (Silvana Noris) - Finding the Way
- Andrea Mingardi - Un boa nella canoa
- Change - Change of Heart
- Regina Rogers - Disco Delight
- Roberto Jacketti and The Scooters - I Save the Day
- Matt Bianco - Sneaking Out the Back Door e Whose Side Are You On?
- Scialpi - Cigarettes and Coffee
- Billy Idol - Eyes Without a Face
- Marco Ferradini - Due gelati
- Gruppo Italiano - Il treno del caffè
- Gary Low - La colegiala
- Angelo Baiguera - Notte notte
- Scotch - Disco Band
- Frankie Goes to Hollywood - Two Tribes
- Champagne Molotov - C'è la neve (DiscoVerde)
- Dobrilla - Rose rosse
- Luca Carboni - Ci stiamo sbagliando (DiscoVerde)
- Fabio Testi - Palma De Majorca
- Richard Romeo - Nonchalance
- Carrara - Shine on Dance
- Scortilla - Fahrenheit 451
- Nada - Balliamo ancora un po'
- Pinot - Matto
- Laura Luca - Liberi
- Enrico Ruggeri - Vecchio frack
- Diana Est - Diamanti
- Phil Fearon & Galaxy - What I do I do
- Alberto Solfrini - Belle mulatte
- Edoardo De Angelis - Mia madre parla a raffica
- Amanda Lear - Assassino
- Rockwell - Somebody's Watching Me
- Plastic Bertrand - Dead or Alive
- Riccardo Cioni - Olè-oh
- Rocky Di Palma - Mare a Milano
- P. Lion - Dream
- R. Bais - Mexico
- Nathalie Gabay - Heaven On Earth
- Manrico Mologni – Immagina un pianeta
- Real Life - Send Me an Angel
- Patrick Samson - Tu sei tutto
- OMD - Talking Loud and Clear
- Jean Louis Levant - Say
- Janet Agren - Teddy Bear
- Natasha King - On Ice
- Steve Allen - Letter from My Heart
- Paolo Mengoli - Un colpo d'ali
- Gianni Nazzaro -  Moi je t'aime
- Carmen Villani - L'anima
- Mino Reitano - Storia d'amore per due
- Daniela Goggi - È un nuovo giorno
- Fausto Leali - Io, io senza te
- Christian - Se te ne vai
- Iva Zanicchi - Quando arriverà
- Francis Lowe - Back to Zero
- Ciao Fellini - Rita!
- Mario Guarnera - Per sempre musica
- Kano - Queen of Witches
- Anna Chigi - Caccia all'amore
- Maxine - 1984
- Kasso - A New Life

## Organizzazione
Fininvest

## Direzione Artistica
Vittorio Salvetti
https://www.youtube.com/watch?v=VI_1z09focg